# Brigade de sapeurs-pompiers de Paris

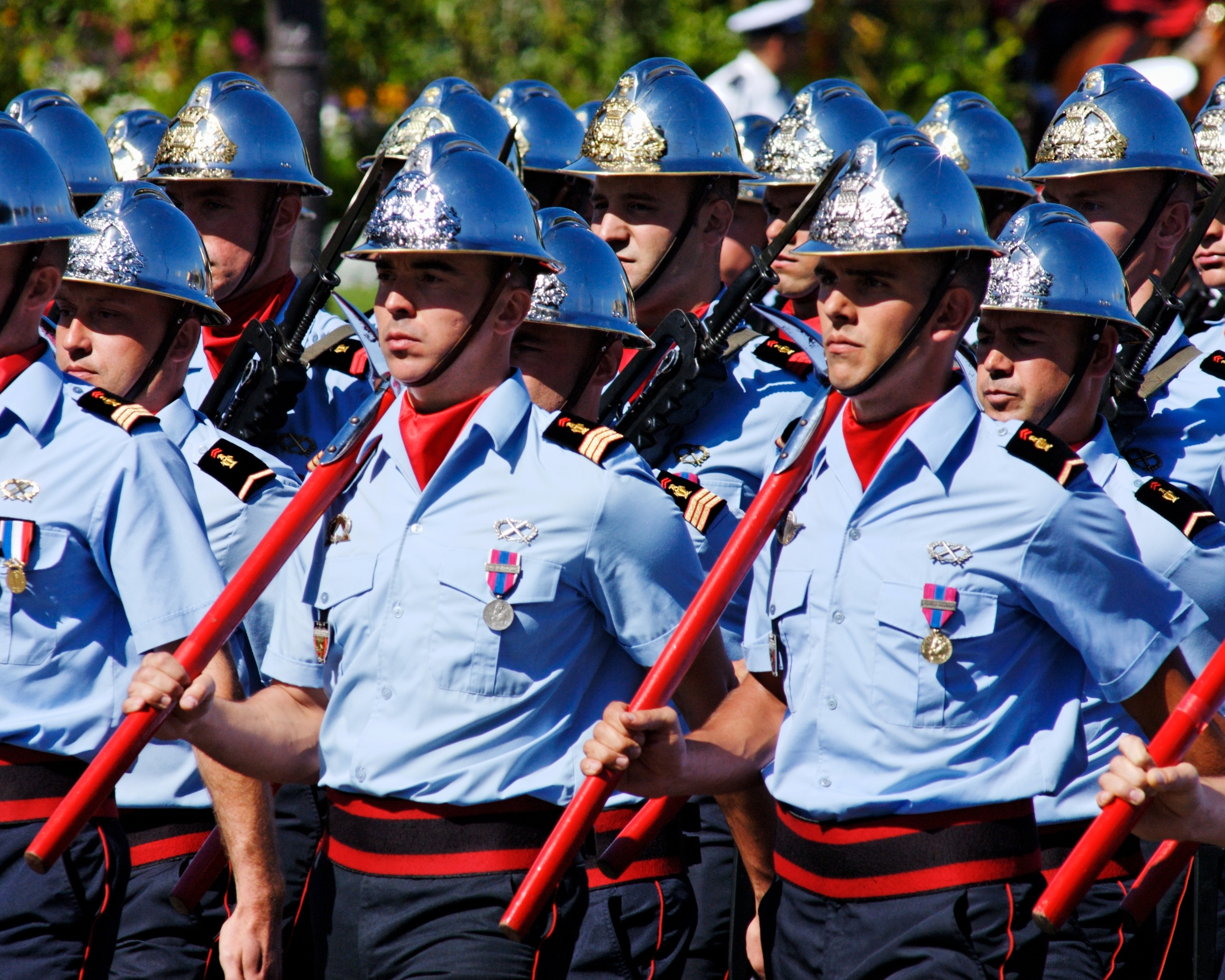
Pariser Feuerwehrmänner bei einer Parade

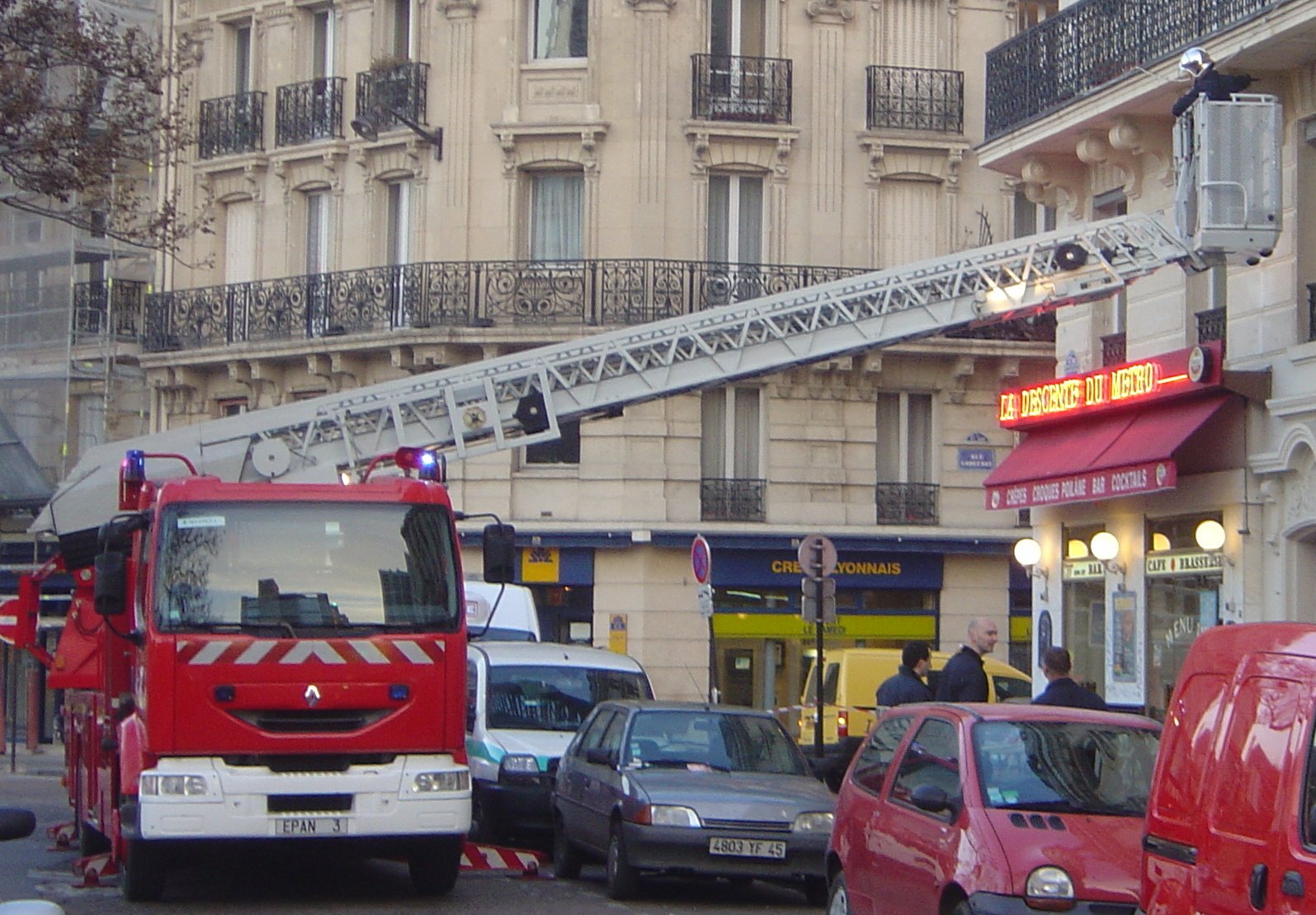
Pariser Feuerwehr im Einsatz

Die Brigade de sapeurs-pompiers de Paris (BSPP) ist die Pariser Feuerwehr. Sie ist eine Pioniereinheit des französischen Heeres, die dem Polizeipräfekten von Paris und damit dem Innenministerium unterstellt ist.
Ihre Zuständigkeit erstreckt sich auf die Stadt Paris, die angrenzenden Départements Hauts-de-Seine, Seine-Saint-Denis und Val-de-Marne sowie den europäischen Weltraumbahnhof bei Kourou im Überseedépartement Französisch-Guayana.

## Geschichte
Die Pariser Feuerwehr wurde im Jahr 1793 unter dem Namen Corps des gardes-pompes de la ville de Paris als erste Berufsfeuerwehr gegründet. Nach dem Brand der österreichischen Botschaft am 1. Juli 1810 erklärte Napoléon dieses Corps 1811 unter dem neuen Namen Bataillon de sapeurs-pompiers de Paris zu einer militärischen Einheit. 1867 nahm die Feuerwehr den Namen Régiment de sapeurs-pompiers de Paris und 1967 schließlich den heutigen Namen Brigade de sapeurs-pompiers de Paris an. Seit der Neuausrichtung der französischen Landstreitkräfte im Januar 2016 untersteht sie dem „Commandement terre pour le territoire national“.
Internationale Anerkennung erfuhr die Pariser Feuerwehr durch die Brandbekämpfung an der historischen Kathedrale Notre-Dame am 15. April 2019, bei dem mehr als 500 Feuerwehrleute im Einsatz waren und bedeutende Kunstwerke gerettet werden konnten.

## Organisation
Die Feuerwehr verfügt über 76 Feuerwachen, davon sind drei für den CBRN-Einsatz und zwei zur Wasserrettung ausgerüstet. Sie sind räumlich zu drei Gruppen (Groupements d’Incendie et de Secours, kurz GIS) zusammengefasst:
- Die 1. Gruppe (GIS) umfasst den nordöstlichen Teil der Metropole und das Département Seine-Saint-Denis
- Die 2. Gruppe (GIS) umfasst den südöstlichen Teil der Metropole und das Département Val-de-Marne
- Die 3. Gruppe (GIS) umfasst den westlichen Teil der Metropole und das Département Hauts-de-Seine

Das Personal wird zusätzlich noch in drei weiteren Gruppen zusammengefasst:
- Die 4. Gruppe (Groupement des Appuis et de Secours, kurz GAS) umfasst die Spezialisten der Feuerwehr (Höhenrettung, Wasserrettung, CBRN-Abwehr, Search and Rescue) und übernimmt den Brandschutz für bestimmte Einrichtungen
- Die 5. Gruppe (Groupement de Soutiens et de Secours, kurz GSS) unterstützt die BSPP in administrativen, technischen und logistischen Bereichen
- Die 6. Gruppe (Groupement Formation Instruction et de Secours, kurz GFIS) übernimmt die Aus- und Weiterbildung der Feuerwehrleute

Die Kommandozentrale befindet sich an der Place Jules Renard, in der Nähe der Porte de Champerret im 17. Arrondissement. Leiter ist seit 1. Oktober 2024 General Arnaud de Cacqueray. Der Leiter hat den Rang eines général de brigade inne.

## Statistik
Mit einer Personalstärke von 8.600 Personen ist sie nach der Feuerwehr Tokio und dem New York City Fire Department die drittgrößte Feuerwehr der Welt.
Die BSPP absolvierten 2016 477.562 Einsätze, was einen Anstieg von 6 % zum Vorjahr bedeutet. Der Großteil (81 %) entfiel dabei auf medizinische Notfälle, auf Brände nur 3 %.
Die Feuerwehr ist fester Bestandteil der jährlich in Paris stattfindenden Militärparaden am Nationalfeiertag (14. Juli). Die Fahnenabordnung ist dabei mit dem Gewehr FAMAS bewaffnet.
Die BSPP gibt seit 1947 zweimonatlich die Mitarbeiterzeitschrift Allô Dix-Huit in einer Auflage von 18.000 Stück heraus. Seit 2002 besteht eine Partnerschaft mit dem New York City Fire Department.